# Narcisismo delle piccole differenze

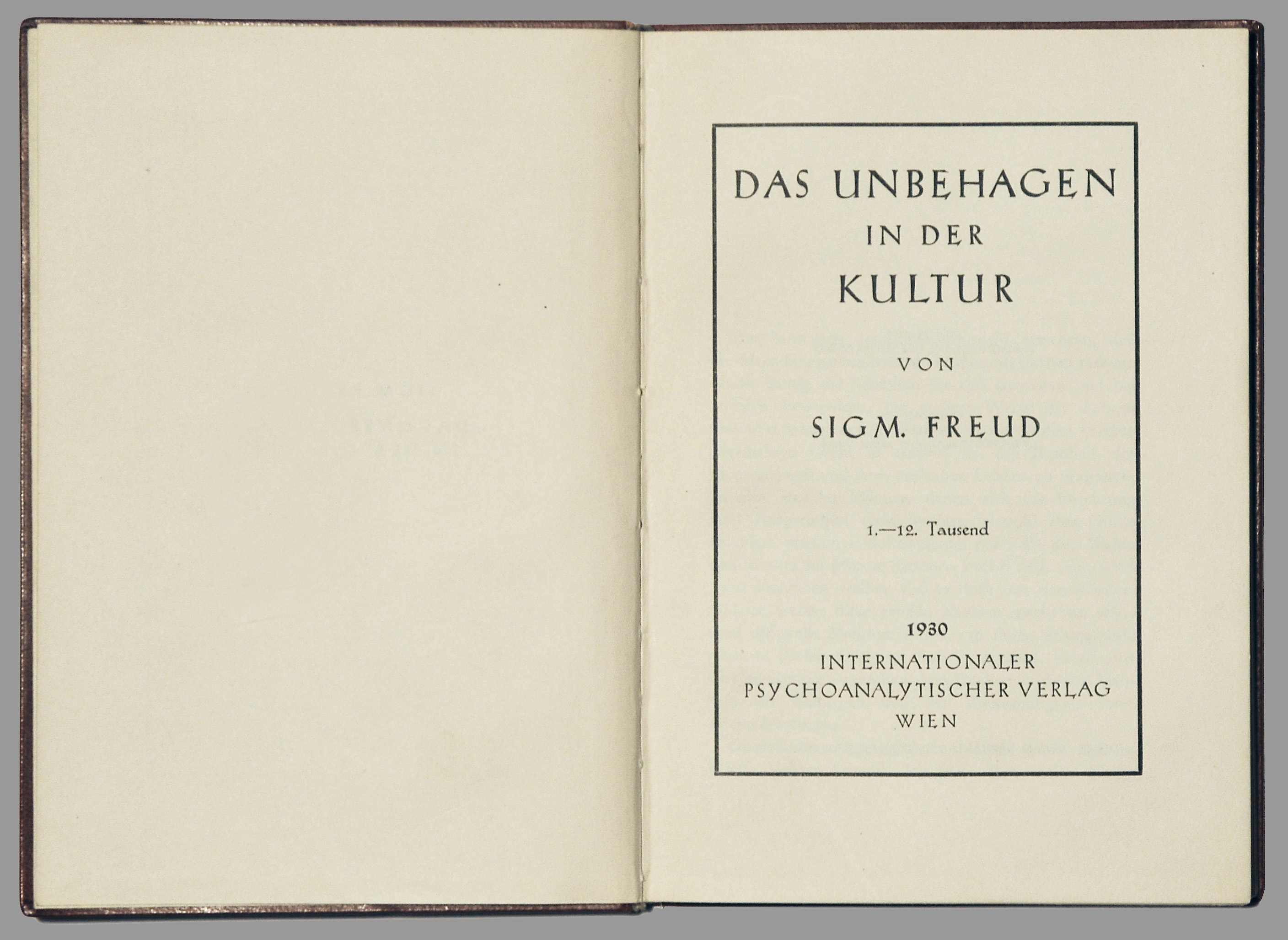
Il frontespizio di Il disagio della civiltà, in cui Freud presenta la sua teoria per la prima volta.

Il narcisismo delle piccole differenze (in tedesco: der Narzissmus der kleinen Differenzen) è la tesi che le comunità, con i loro adiacenti territori e relazioni strette, siano particolarmente propense nell'intraprendere faide e derisioni reciproche a causa dell'ipersensibilità ai dettagli della differenziazione. Il termine fu coniato da Sigmund Freud nel 1917 e si basa sulla precedente opera dell'antropologo britannico Ernest Crawley. Differendo leggermente solo dal linguaggio della terminologia psicoanalitica attuale, Crawley dichiarò che ogni individuo è separato dagli altri da un tabù di isolamento personale, un narcisismo di differenze minori.

## Utilizzo
Il termine apparve ne Il disagio della civiltà (1929–30) in relazione all'applicazione dell'aggressione innata dell'uomo nei conflitti etnici (e di altro tipo), un processo all'epoca ancora considerato da Freud come un'opportuna e relativamente innocua soddisfazione dell'inclinazione all'aggressione. Per i lacaniani, la concezione è chiaramente relativa alla sfera dell'immaginario: il narcisismo delle piccole differenze, il quale colloca l'invidia come elemento decisivo in questioni che implicano l'aspetto narcisistico. Lo psichiatra americano Glen O. Gabbard ha ipotizzato che il narcisismo delle piccole cose di Freud fornisca un'impalcatura per capire come in una relazione amorosa ci possa essere il bisogno di trovare ed anche ingigantire le differenze al fine di salvaguardare un sentimento di lontananza e di ego.
Per quanto riguarda la postmodernità, Clive Hazell sostiene che la cultura di massa sia stata considerata come fosse fondata sul narcisismo delle piccole cose per poter raggiungere una sensazione superficiale della propria unicità, un surrogato senso di diversità che non è altro che una maschera per una basilare uniformità ed alterità. Il fenomeno fu rappresentato dal gruppo comico britannico Monty Python nel loro film satirico del 1979 Brian di Nazareth e dalla scrittrice Joan Didion in un saggio (facente parte del suo libro del 1968 Verso Betlemme) su Michael Laski, fondatore del Partito Comunista Americano (Marxista–Leninista).
Nel 2010 lo scrittore Christopher Hitchens menzionò il fenomeno parlando dei conflitti etnico-nazionali: "in numerosi casi di evidenti conflitti etnico-nazionalisti, i disprezzi più profondi si manifestano tra persone che —per molti aspetti esteriori— presentano pochissime distinzioni significative."